# Евальд Аавік
Е́вальд Аа́вік (ест. Evald Aavik; нар. 24 січня 1941, Курессааре, Естонія – 7 травня 2024) — естонський актор.
1998 року на кінофестивалі «Кіношок» відзначено призом за найкращу чоловічу роль (фільм «Георгіки»).

## Фільмографія
- 1978 — «Скорпіон» (епізодична роль)
- 1979 — «Гніздо на вітрі»
- 1981 — «Різдво у Вігала»
- 1985 — «Ігри для дітей шкільного віку» (епізодична роль)
- 1992 — «Сльоза князя тьми»
- 1997 — «Сімейна подія» (короткометражний)
- 1998 — «Георгіки»